# Clichy
Clichy (soms ook Clichy-la-Garenne genoemd) is een gemeente in het Franse departement Hauts-de-Seine (regio Île-de-France) en telde 65.102 inwoners op 1 januari 2022. De plaats maakt deel uit van het arrondissement Nanterre. Clichy ligt op 6,4 kilometer van het centrum van Parijs.

## Geschiedenis
Clichy werd voor het eerst genoemd in de 6e eeuw als Clippiacum. Clippiacum betekent "landgoed van Cleppius" (een Gallo-Romeins landeigenaar; later werd deze naam veranderd in Clichiacum, weer later in Clichy). Clichy was de hoofdstad van de Merovingen tijdens de regeerperiode van Dagobert I. Tot de 13e eeuw bleef Clichy een koninklijke heerlijkheid, tot koning Filips II de heerlijkheid schonk aan zijn neef Gaucher III de Châtillon.
In de 13e eeuw was het grondgebied van Clichy een zogenaamd garenne, een jachtgebied dat exclusief door een vorst of edelman gebruikt mag worden. Uit deze periode komt de naam Clichy-la-Garenne. Tussen 1793 en 1795 (ten tijde van de Franse Revolutie) werd Clichy-la-Garenne tijdelijk Clichy-la-Patriotte genoemd, wellicht omdat Garenne te veel deed denken aan feodale privileges die in 1789 waren afgeschaft. Na de Franse Revolutie werd de naam officieel veranderd in Clichy (zonder achtervoegsel), wat sindsdien de officiële naam is.
Vanaf de 19e eeuw kwam er industrie in de gemeente. Er waren met name enkele grote glasfabrikanten gevestigd. In de jaren 1950 kwam er een fabriek van Citroën in Clichy.

### Grondgebied
In 1830 werd een deel van het grondgebied van Clichy afgesplitst, wat de gemeente Batignolles-Monceau ging vormen. Op 1 januari 1860 werd de stad Parijs uitgebreid. Een groot deel van Batignolles-Monceau werd nu ingelijfd door Parijs en vormt daar sindsdien het 17e arrondissement. Een klein deel van Batignolles-Monceau werd weer samengevoegd met Clichy.
Op 11 januari 1867 werd wederom een deel van het grondgebied van Clichy afgesplitst. Dit afgesplitste deel werd met een deel van Neuilly-sur-Seine samengevoegd tot Levallois-Perret.

## Geografie
De oppervlakte van Clichy bedroeg op 1 januari 2022 3,08 vierkante kilometer; de bevolkingsdichtheid was toen 21.137 inwoners per km². Clichy is daarmee een van de meest dichtbevolkte steden van Europa.
De onderstaande kaart toont de ligging van Clichy met de belangrijkste infrastructuur en aangrenzende gemeenten.

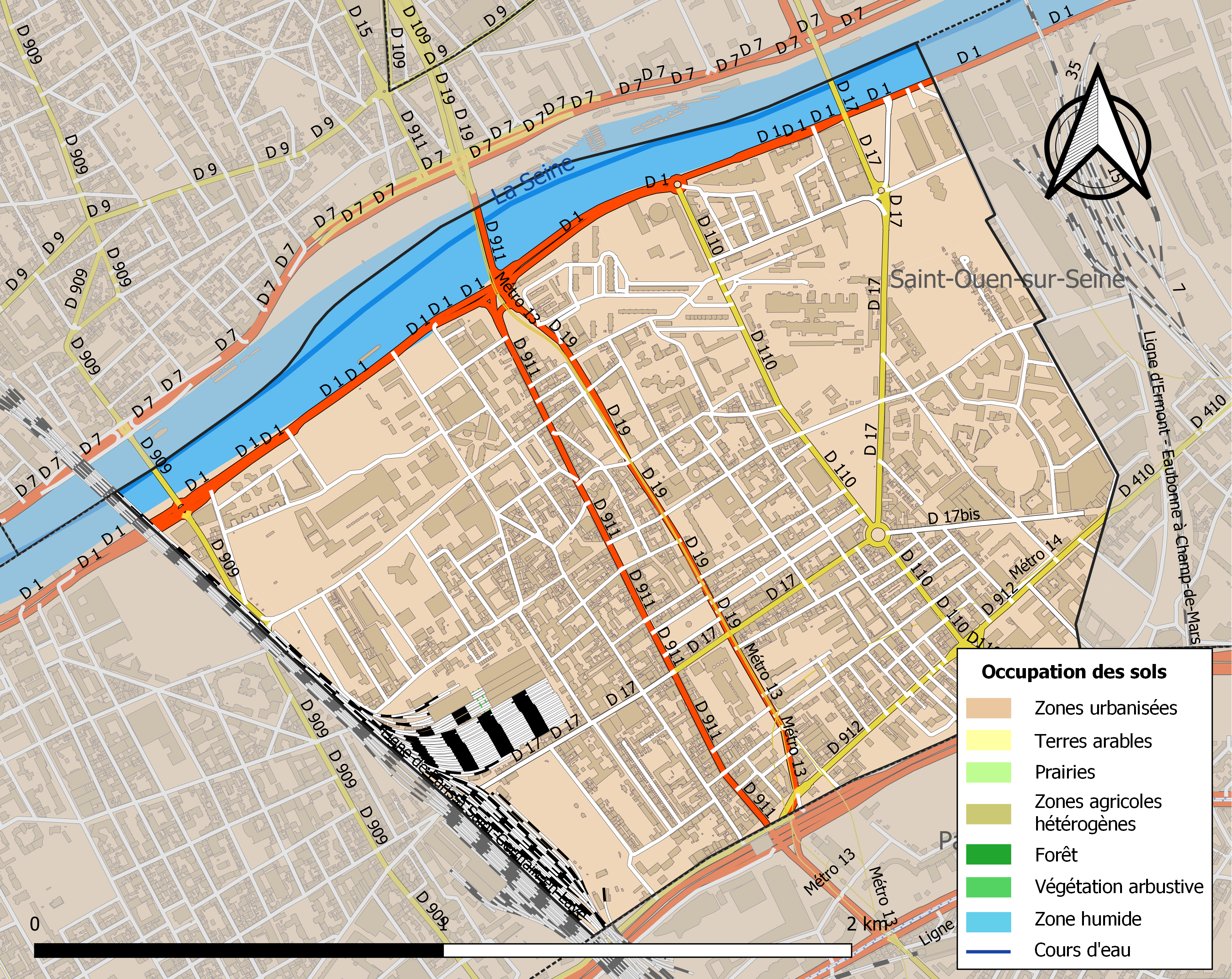

## Economie
In Clichy bevindt zich het hoofdkantoor van L'Oréal (cosmetica) en BIC (pennen). Daarnaast is het hoofdkantoor van Sony-Frankrijk in Clichy te vinden.

## Demografie
Onderstaande figuur toont het verloop van het inwonertal (bron: INSEE-tellingen).

## Jumelage
- Sankt Pölten (Oostenrijk)

## Bekende inwoners van Clichy

### Geboren
- Louise Weber (1866-1929), cancan-danseres (La Goulue)
- Jacques Mesrine (1936-1979), misdadiger
- Marina Vlady (1938), actrice en schrijfster
- Fred Chichin (1954-2007), gitarist (Les Rita Mitsouko)
- Thomas Piketty (1971), econoom
- Michaël Ciani (1984), voetballer
- Julian Jeanvier (1992), voetballer

### Overleden
- Arsène Alancourt (1892-1965), wielrenner
- Germaine Thyssens-Valentin (1902-1987), Nederlands-Frans pianiste
- Olivier Messiaen (1908-1992), componist
- Mireille Balin (1909-1968), actrice
- Yvan-Chrysostome Dolto (1943-2008), noveltyzanger, bekend geworden onder de naam Carlos

### Werkzaam
De heilige Vincentius a Paulo was tussen 1612 à 1625 pastoor in Clichy.
Louis-Ferdinand Céline was als arts werkzaam in Clichy toen hij met schrijven begon. Ferdinant Bardamu, de hoofdpersoon in Reis naar het einde van de nacht (1932), eindigt als arts in Clichy.